# ソレイユ (旅客船)
ソレイユは双胴型の高速旅客船。はじめ大阪港～徳島港に就航、関西国際空港の開港に際し海上アクセス航路として寄港を開始、同航路の廃止後は係船を経て、瀬戸内海西部に面した4県を結ぶ航路で2005年1月まで運航されていた。

## 概要
1991年9月に三井造船によって建造され、徳島高速船が運航する徳島港と関西国際空港（泉州港）・大阪港（天保山）を結ぶ航路で使用されたが、明石海峡大橋開通などの影響により、2000年3月1日に同航路が廃止となったため、係船された。
2000年9月に瀬戸内海汽船が購入し、その運航のためグループ会社の共同出資で設立したソレイユエクスプレス有限会社へ売却。2000年12月より広島港・呉港と別府港の間でチャーター便の運航を開始。2001年7月より定期便となり、のちに柳井港と松山港を寄港先に加えた。しかし原油価格上昇に伴う燃料費の高騰などにより採算性が悪化したことから、2005年1月末日を以て運航休止となった。
その後、台湾へ売却され、澎湖諸島の馬公港と嘉義の布袋港を結ぶ航路に就航している。当初の船名は明日之星であったが、座礁事故を起こしたため今一之星に改められている。

## 主要目
- 総トン数 - 298トン
- 全長 - 43.2m
- 全幅 - 10.8m
- 主機関 - ディーゼルエンジン×2基 出力5,295kw
- 推進器 - ウォータージェット推進器×2
- 航海速力 - 36.5ノット
- 旅客 - 300人